# Appleseed
Appleseed (アップルシード, Appurushīdo, "semente de maçã") é um mangá criado por Masamune Shirow, o mesmo criador de Ghost in the Shell e se passa em um mundo pós-guerra, na cidade sobrevivente, Olympus, governada pelo supercomputador Gaia e os sete anciões, The Seven Wisest Men.
Nesta cidade, metade da população é Bioroid, clones genéticamente criados para proteger e servir os humanos, a fim de estabilizar a sociedade.
A protagonista é Deunan Knute, ex-soldado e ex-agente da Swat, agora integrante do time especial ESWAT, junto com Briareos, um ciborgue.
Ao evoluir da trama, descobrimos que embaixo dessa utopia pós-guerra, interesses estão envolvidos, tendo como objetivo a aniquilação dos Bioroids e do sistema de governo.

## História
Num mundo pós-guerra, a história se passa na cidade sobrevivente, Olympus, governada pelo supercomputador Gaia, e os sete anciões, The Seven Wisest Men. Metade da população da cidade é Bioroid, clones genéticamente modificados para proteger e servir os humanos, estabilizando a sociedade. A protagonista, Deunan Knute é integrante de um time especial, a ESWAT, junto com Briareos, um Cyborg.

## Dados Técnicos

### Mangá
Título: Appleseed (mangá)
Autor: Masamune Shirow
Divulgação: Media Factory,
Dark Horse Comics
Lançamento: 1985
Nro de Volumes: 4

### Anime
Título: Appleseed (Anime)
Nro de Episódios: 26
Lançamento: 2008
OBS: O Anime não foi lançado ainda...

### OVA
Título: Appleseed (OVA)
Duração: 70 minutos
Diretor:??
Estudio: Bandai Visual, Movic
Distribuição:  Manga Entertainment
Nro de Episódios: 1
Lançamento  1988

### Filmes

#### Appleseed
- Título: Appleseed (Filme)
- Duração: 107 minutos
- Diretor: Aramaki Shinji
- Estúdio: Digital Frontier
- Distribuição:  Geneon Entertainment
- Lançamento: 2004

#### Appleseed Ex Machina
- Título: Appleseed Ex Machina (Filme)
- Título Alternativo: Appleseed Poseidon Project
- Diretor: Shinji Aramaki
- Estúdio: Micott & Bassara
                         Digital Frontier
- Lançamento:  20 de outubro de 2007

Predefinição:USb 11 de março de 2008
  30 de maio de 2008

#### Appleseed Alpha
- Título: Appleseed Alpha (Filme)
- Duração: 93 minutos
- Diretor: Aramaki Shinji
- Lançamento: 2014

## Personagens

### Briareos -Kosugi Jurota
Soldado que foi recolhido por Hitomi na região norte da África e como estava ferido e seu corpo não pode ser consertado foi transformado em um cyborg. Ex-amante de Deunan Knute, vive na cidade Olympus e participa do ESWAT. No primeiro filme, esta superficialmente envolvido com os revolucionarios.
Voz Original (Filme):Kosugi Jurota

### Deunan Knute -Kobayashi Ai
Soldado e ex-participante da SWAT, ela lutava para sobriviver nas ruínas pós-guerra quando foi recolhida e levada a Olympus, onde entra no time especial ESWAT. Ex-amante de Briareos.
Voz Original (Filme): Kobayashi Ai

### Hitomi -Matsuoka Yuki
Bioroid (clone geneticamente modificado para proteger e servir humanos), ela mostra a cidade a Deunan.
Voz Original (Filme): Matsuoka Yuki

## Jogos
- Appleseed para SNES
- Appleseed Ex para PS2